# Jason Jordan
Nathan Everhart (ur. 28 września 1988 w Tinley Park w Illinois) – amerykański wrestler i były zapaśnik, obecnie występujący w federacji WWE w brandzie RAW pod pseudonimem ringowym Jason Jordan. Był  członkiem tag-teamu American Alpha, który tworzył wraz z Chadem Gable’em. Wraz z Gable’em byli posiadaczami WWE SmackDown Tag Team Championship oraz NXT Tag Team Championship.

## Wczesne życie
Everhart zaczął trenować zapasy, kiedy miał 7 lat. Myślał wówczas, iż zapasy to to samo, co wrestling. Podczas nauki w liceum trenował nie tylko zapasy, ale też futbol amerykański i baseball. Uczęszczał do Indiana University, które reprezentował w Big Ten Conference. Everhart stał się trzykrotnym uczestnikiem rozgrywek I dywizji NCAA.
Podczas pobytu w Indiana University, Everhart trzykrotnie stał się piętnastym najlepszym zapaśnikiem kraju, jak również drugim najlepszym w kategorii wagi ciężkiej. Trzeci rok studiów zakończył niepokonany; jego bilans zwycięstw wynosił 35-0. W czwartym roku zaczął trenować młodszych studentów.

## Kariera profesjonalnego wrestlera

### WWE

#### Florida Championship Wrestling (2011–2012)
W 2010, Everhart wziął udział w tryoutach WWE; federacja zaproponowała mu kontrakt, lecz Everhart postanowił wstrzymać się z podpisaniem kontraktu do skończenia studiów.
W lipcu 2011 podpisał kontrakt rozwojowy z WWE i został przydzielony do ówczesnej rozwojówki federacji – Florida Championship Wrestling. Przybrał pseudonim ringowy Jason Jordan i zadebiutował 30 września, w walce drużynowej w tag-teamie z Abrahamem Washingtonem przeciwko Calvinowi Rainesowi i Big E Langstonowi. Jordan sporadycznie pojawiał się w FCW, aż do zamknięcia rozwojówki w lecie 2012 roku. Podczas pobytu w FCW, stał się posiadaczem FCW Tag Team Championship; tytuł zdobył wraz z CJ'em Parkerem.

#### NXT (2012–2016)
Jordan zadebiutował w NXT 27 czerwca 2012; w swojej pierwszej walce przegrał z Jinderem Mahalem. Przez 2012 i 2013 pojawiał się sporadycznie, jako jobber. W 2014 utworzył tag-team z Tye'em Dillingerem. Drużyna nie odniosła większych sukcesów i rozpadła się w lutym 2015.
W maju 2015, debiutujący Chad Gable rozpoczął storyline z Jordanem; próbował namówić go do utworzenia nowego tag-teamu. Po 2 miesiącach, Jordan zgodził się na zmianę parterów. W debiutowej walce, 15 lipca 2015, drużyna Gable'a i Jordana pokonała Eliasa Samsona i Steve'a Cultera. We wrześniu wzięli udział w turnieju Dusty Rhodes Tag Team Classic; odpadli w półfinale. Choć początkowo byli heelami, Gable i Jordan szybko zaskarbili sobie przychylność fanów, co doprowadziło do face turnu drużyny. Gable i Jordan pokonywali w walkach drużynowych takie tag-teamy jak The Ascension czy The Vaudevillains. 7 stycznia 2016, nazwa drużyny została zmieniona na American Alpha.
16 marca pokonali The Vaudevillains, tym samym stając się pretendentami do NXT Tag Team Championship. Na gali NXT TakeOver: Dallas, 1 kwietnia 2016, pokonali The Revival w walce o pasy mistrzowskie; utracili je jednak w walce rewanżowej z Revival na NXT TakeOver: The End.

#### SmackDown (od 2016)
W lipcu, w wyniku WWE Draftu, American Alpha stało się częścią brandu SmackDown. 2 sierpnia na odcinku SmackDown, Jordan i Gable zadebiutowali w głównym rosterze pokonując The Vaudevillains. Podczas pre-show gali SummerSlam, American Alpha połączyło siły z The Hype Bros i The Usos, gdzie wspólnie pokonali The Vaudevillains, The Ascension i Breezango w 12-osobowym tag team matchu. We wrześniu, American Alpha wzięło udział w turnieju wyłaniających pierwszych posiadaczy WWE SmackDown Tag Team Championship, pokonując Breezango w pierwszej rundzie. W półfinałach spotkali się z The Usos, gdzie pokonali ich w szybkim pojedynku na odcinku SmackDown z 6 września, lecz Usos zaatakowali po walce Gable'a, kontuzjując jego kolano; wykluczyło to możliwość wystąpienia w finale na gali Backlash.
1 listopada na gali SmackDown, American Alpha pokonało The Spirit Squad i stało się częścią tag-teamowej drużyny SmackDown w 10–on–10 Survivor Series Elimination Tag Team matchu na gali Survivor Series. American Alpha zostali wyeliminowani przez Luke'a Gallowsa i Karla Andersona, zaś ich drużyna została pokonana przez zespół Raw.  American Alpha zdobyło SmackDown Tag Team Championship na SmackDown z 27 grudnia w four-way elimination matchu, gdzie przypięli broniących mistrzostw The Wyatt Family (Randy'ego Ortona i Luke'a Harpera). Po powtórnym pokonaniu Wyatt Family podczas tygodniówki SmackDown Live z 10 stycznia, para skutecznie obroniła pasy w tag team turmoil matchu na gali Elimination Chamber. 21 marca na odcinku SmackDown stracili tytuły na rzecz The Usos.

## Życie prywatne
Everhart zaręczył się z April Elizabeth w kwietniu 2016. Ich ślub odbył się 17 marca 2017.

## Mistrzostwa i osiągnięcia
- Florida Championship Wrestling
  - FCW Tag Team Championship (1 raz) - z CJ Parkerem

- Pro Wrestling Illustrated
  - PWI umieściło go na 289. miejscu w top 500 wrestlerów rankingu PWI 500 w 2014
  - PWI umieściło go na 119. miejscu w top 500 wrestlerów rankingu PWI 500 w 2016[18]

- WWE
  - WWE SmackDown Tag Team Championship (1 raz) - z Chadem Gable’em

- WWE NXT
  - NXT Tag Team Championship (1 raz) - z Chadem Gable’em